# Clypeodrepanus strigatus
Clypeodrepanus strigatus är en skalbaggsart som beskrevs av Emile Janssens 1953. Clypeodrepanus strigatus ingår i släktet Clypeodrepanus och familjen bladhorningar. Inga underarter finns listade i Catalogue of Life.